# Tantilla deppei
Espèce
Synonymes
- Homalocranium deppei Bocourt, 1883

Statut de conservation UICN

 LC  : Préoccupation mineure
Tantilla deppei  est une espèce de serpents de la famille des Colubridae.

## Répartition
Cette espèce est endémique du Mexique. Elle se rencontre dans le nord du Morelos et dans le Nord-Ouest d'Oaxaca.

## Étymologie
Cette espèce est nommée en l'honneur de Ferdinand Deppe qui a collecté les premiers spécimens.

## Publication originale
- Bocourt, 1883, in Duméril, Bocourt & Mocquard, 1870-1909 : Études sur les reptiles, p. 1-1012, in Recherches Zoologiques pour servir a l'Histoire de la Faune de l'Amérique Centrale et du Mexique. Mission Scientifique au Mexique et dans l'Amérique, Imprimerie Impériale, Paris.